# Hemerobius parvulus
Hemerobius parvulus är en insektsart som först beskrevs av Jules Pièrre Rambur 1842.  Hemerobius parvulus ingår i släktet Hemerobius och familjen florsländor. Inga underarter finns listade i Catalogue of Life.